# Runneryds bokar
Runneryds bokar är ett naturreservat i Vetlanda kommun i Jönköpings län i Småland.
Området är skyddat sedan 1964 och är 0,4 hektar stort. Det är beläget 4 kilometer söder om Björkö och består av bokskog.
Skogen ligger på  en höjd i en svag sydsluttning. Träden är upp emot 200 år gamla och värdefulla för fågellivet.